# Notviken
Notviken finns också i Mattby, Esbo, Finland.
Notviken är en stadsdel i Luleå, belägen vid västra utfarten från centrala Luleå invid Bodenvägen (riksväg 97).

## Historik

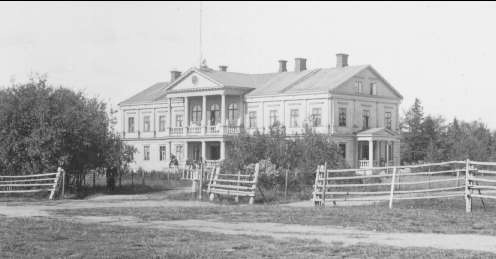
Officerspaviljongen på Notvikens läger.

Notviken har tagit namn efter havsviken söder om stadsdelen. Landtungan mellan Notviken och Gammelstadsviken kallades tidigare Kalvhalsen. Området har tillhört Luleå stad sedan 1600-talet. Norrbottens fältjägarkår och Norrbottens regemente hade sin övningsplats här under åren 1883–1907. Officersmässen flyttades senare till Skomakargatan i centrala Luleå och användes som Folkets hus, tills byggnaden brann ned i början av 2000-talet.
År 1907 byggde Statens Järnvägar (SJ) järnvägsverkstäder vid Notviken, med anslutning till Malmbanan. Det övervägdes att bygga arbetarbostäder vid Moritzängen vid Gammelstadsviken. Bostäderna byggdes i stället öster om verkstäderna, och området kallas nu Gamla Notviken. 
Under 1960-talet byggdes Notviken ut med villor mellan Mjölkuddsvägen och Bodenvägen, i samband med att den nya stadsdelen Mjölkudden byggdes. Söder om Mjölkuddsvägen byggdes flerbostadshus i kvarteret Kristallen. Samtidigt byggdes Notvikens industriområde mellan Bodenvägen och Malmbanan. 
Fram till 1970 utgjorde Notviken en egen tätort inom Luleå stads gränser. Därefter har Notviken varit en del av Luleå tätort.
Sedan 2009 har Notviken tre officiella delområden, förutom egentliga Notviken. Dessa är Tuna (kvarteret Kristallen), Jernstan (järnvägsverkstäderna och området omkring Kraftverksvägen), och Notviksstan (tidigare Notvikens industriområde).
I äldre tid hade Notviken en hållplats på Malmbanan. 

## Kommunikationer
Från hösten 2011 stannar Norrtågs regionaltåg i Notviken. Hållplatsen Notviken ligger en dryg kilometer från Luleå Tekniska universitets campusområde, Luleå Lokaltrafiks busslinje 5 stannar på en hållplats vid Notvikens järnvägsstation sedan år 2014.

## Befolkningsutveckling
| Befolkningsutvecklingen i Notviken 1960–1965 | Befolkningsutvecklingen i Notviken 1960–1965 | Befolkningsutvecklingen i Notviken 1960–1965 | Befolkningsutvecklingen i Notviken 1960–1965 | Befolkningsutvecklingen i Notviken 1960–1965 |
| -------------------------------------------- | -------------------------------------------- | -------------------------------------------- | -------------------------------------------- | -------------------------------------------- |
|                                              |                                              |                                              |                                              |                                              |
| År                                           |                                              |                                              | Folkmängd                                    | Areal (ha)                                   |
| 1960                                         | 1960                                         |                                              | 799                                          | 58                                           |
| 1965                                         | 1965                                         |                                              | 1 072                                        | 58                                           |
| Anm.: Sammanvuxen med Luleå 1970             |                                              |                                              |                                              |                                              |

## Tunastigen
Inom Notvikens stadsdelområde ligger också ett flerbostadsområde vid Tunastigen (kv Kristallen), som ibland uppfattas som en egen stadsdel, då vanligen under namnet Tuna. Det stora flertalet av Tunas invånare bor på Tunastigen. Flerbostadshusen är hyresrätter ägda av allmännyttiga bostadsföretaget Lulebo AB. Lulebo genomförde omfattande renoveringar och uppfräschningar av området under 2000-talets första år.

## Kultur
Musikern och poeten Mattias Alkberg från Bear Quartet är uppvuxen på Tunastigen. Första skivan med hans sidoprojekt Mattias Alkberg BD döptes till Tunaskolan som en referens till hans uppväxt. Även komikern Martin Ljung växte upp i Notviken.

## Skolor
- Borgmästarskolan är belägen i Notviken[5] mellan egentliga Notviken och Tunastigen.
- Tunaskolan är en F-9-skola och här har även anpassad grundskola verksamhet före detta särskola, här finns även vanlig grundskola, Skolan är belägen mellan Tunastigen och Mjölkudden[6]. Tunaskolan är en av Luleå kommuns större skolor med ett upptagningsområde för högstadiet som även omfattar Mjölkudden med kringliggande områden.

## Sport

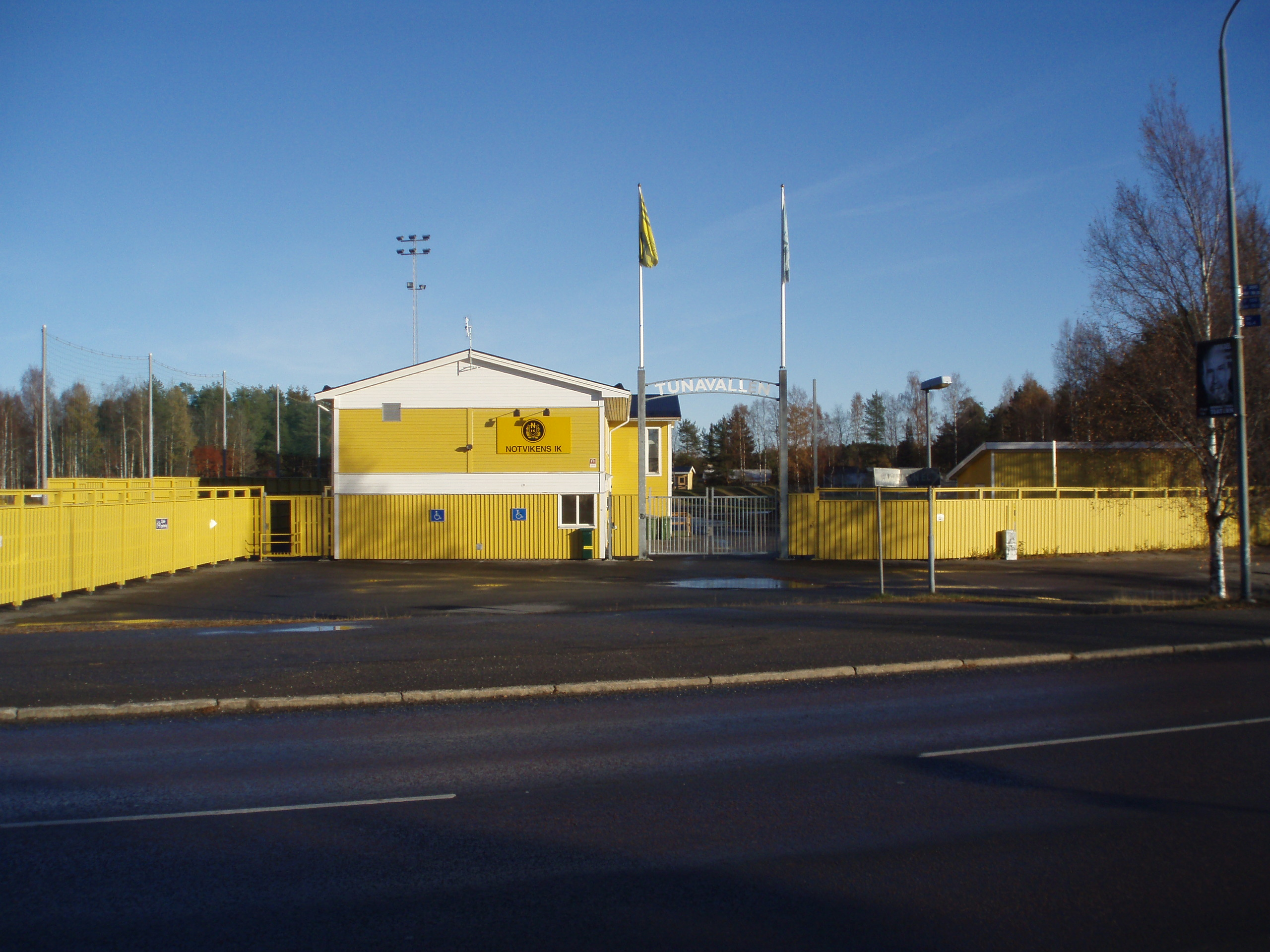
Tunavallen

Notvikens IK är stadsdelens idrottsförening som har funnits sedan 1933. NIK driver spel i idrotterna fotboll, innebandy och ishockey, tidigare har man också haft bandy och pingis på programmet. Fotbollsverksamheten bedrivs på den lokala anläggningen Tunavallen.
Basketspelaren Håkan Larsson är uppvuxen på Tunastigen och BK Vråken är den lokala basketklubben.